# 日本国憲法第50条
日本国憲法 第50条（にほんこく（にっぽんこく）けんぽう だい50じょう）は、日本国憲法の第4章にある条文で、国会議員の不逮捕特権について規定している。

## 条文
日本国憲法、e-Gov法令検索。

第五十条両議院の議員は、法律の定める場合を除いては、国会の会期中逮捕されず、会期前に逮捕された議員は、その議院の要求があれば、会期中これを釈放しなければならない。

## 解説

### 法律の定める場合
国会法33条
各議院の議員は、院外における現行犯罪の場合を除いては、会期中その院の許諾がなければ逮捕されない。
例えば、いわゆる議会乱闘により、暴行罪に問われるような場合であっても院内である限り現行犯逮捕はできず、議長に議院警察権があることから衛視又は警察官が拘束し、議長に報告してその命令を待つことになる。

### 会期中
参議院の緊急集会にも適用がある（国会法100条）

## 沿革

### 大日本帝国憲法
東京法律研究会 p.11

第五十三條兩議院ノ議員ハ現行犯罪又ハ内亂外患ニ關ル罪ヲ除ク外會期中其ノ院ノ許諾ナクシテ逮捕セラルヽコトナシ

### 憲法改正要綱
「憲法改正要綱」、国立国会図書館「日本国憲法の誕生」。

十九会期前ニ逮捕セラレタル議員ハ其ノ院ノ要求アルトキハ会期中之ヲ釈放スヘキ旨ノ規定ヲ設クルコト

### GHQ草案
「GHQ草案」、国立国会図書館「日本国憲法の誕生」。

#### 日本語
第四十四条国会議員ハ法律ノ規定スル場合ヲ除クノ外如何ナル場合ニ於テモ国会ノ議事ニ出席中又ハ之ニ出席スル為ノ往復ノ途中ニ於テ逮捕セラルルコト無カルヘク又国会ニ於ケル演説、討論又ハ投票ニ因リ国会以外ニ於テ法律上ノ責ヲ問ハルルコト無カルヘシ

#### 英語
Article XLIV.Members of the Diet shall in all cases, except those specified by law, be free from arrest while attending the sessions of the Diet or while travelling to and from such sessions; and for any speech, debate, or vote in the Diet, they shall not be held legally liable elsewhere.

### 憲法改正草案要綱
「憲法改正草案要綱」、国立国会図書館「日本国憲法の誕生」。

第四十五両議院ノ議員ハ法律ノ定ムル場合ヲ除クノ外国会ノ会期中逮捕セラルルコトナク会期前ニ逮捕セラレタル議員ハ其ノ院ノ要求アルトキハ会期中之ヲ釈放スベキコト

### 憲法改正草案
「憲法改正草案」、国立国会図書館「日本国憲法の誕生」。

第四十六条両議院の議員は、法律の定める場合を除いては、国会の会期中逮捕されず、会期前に逮捕された議員は、その議院の要求があれば、会期中これを釈放しなければならない。